# فوجیموری ۸۳۸۷
سیارک ۸۳۸۷ (به انگلیسی: 8387 Fujimori، نامگذاری:1993DO) هشت هزار و سیصد و هشتاد و هفتمین سیارک کشف شده‌است که در ۱۹ فوریه ۱۹۹۳ کشف شد.
قدر مطلق سیارک برابر ۱۲٫۵۰ است.